# オオセタカガメ
オオセタカガメ (Batagur dhongoka) は、爬虫綱カメ目イシガメ科アジアカワガメ属に分類されるカメ。

## 分布
インド北部、バングラデシュのガンジス川水系

## 形態
最大甲長48センチメートル。オスよりもメスの方が大型になり、オスは甲長26センチメートル未満。背甲は扁平で、上から見ると後方が幅広い卵型。第2・第3椎甲板後部に突起状の盛りあがり（キール）がある。第2椎甲板後端は後方へ突出し、第3椎甲板前端とわずかに接する。背甲の色彩はオリーブ色で、3本の暗褐色や黒の筋模様が入る（老齢個体では不明瞭になる）。背甲と腹甲の継ぎ目（橋）や腹甲の色彩は、黄色や黄褐色。
頭部はやや大型で、やや扁平。吻端はやや突出し、上顎の先端は凹む。上顎や下顎の咬合面に、1本の隆起がある。頭部の色彩はオリーブ色や褐色・暗褐色で、吻端から眼・鼓膜・側頭部にかけて淡黄色の筋模様が入る。
卵は長径4.6 - 6.62センチメートル、短径3.2 - 4.12センチメートル。幼体は椎甲板のキールが明瞭で、腹甲には甲板ごとに赤や褐色の斑紋が入る。成長に伴い、キールや腹甲の斑紋は消失する。

## 分類
以前はセタカガメ属Kachugaに分類されていた。2007年に発表された核DNAとミトコンドリアDNAの分子系統解析では、セタカガメ属がカラグールガメやバタグールガメBatagur baska（後に2種に分割）を含まない側系統群という解析結果が得られた。そのためカラグールガメやセタカガメ属の構成種を、（2007年の時点ではバタグールガメのみで構成されていた）より記載の早いバタグールガメ属に含める説が提唱された（アジアカワガメ属）。

## 生態
標高500メートル以下にある、流れが速く水深のある大型河川やその周辺の氾濫原にある湖沼、湿原などに生息する。
飼育下では幼体は雑食傾向が強いが、成長に伴いメスはほぼ完全な植物食になる。
繁殖形態は卵生。インドの個体群は、3 - 4月に1回に15 - 35個の卵を産む。卵は5 - 6月に孵化する。飼育下では22℃の環境下で83 - 89日、33℃の環境下で56 - 58日で孵化した例がある。

## 人間との関係
種小名dhongokaは、ヒンディー語で本種を指す呼称「dhon」に由来する。
生息地では卵も含めて食用とされる。
河川改修やダム建設による生息地の破壊、水質汚染、食用の乱獲などにより、生息数は激減している。漁業による混獲によっても生息数が減少している。2003年にセタカガメ属単位で（2013年からは種単位で）、ワシントン条約附属書IIに掲載された。
ペット用としても飼育されることもあり、日本にも輸入されている。アクアリウムで飼育される。大型のケージが用意できない限り、一般家庭での飼育には向かない。幼体は動物質も食べるが、成長に伴い植物質を与えないと成長不良などを引き起こす可能性がある。